# Gigaton
| 전문가 평가          | 전문가 평가 |
| 총 점수              | 총 점수     |
| 출처                 | 점수        |
| -------------------- | ----------- |
| AnyDecentMusic?      | 7.5/10      |
| 메타크리틱           | 80/100      |
| 평가 점수            |             |
| 출처                 | 점수        |
| AllMusic             | [ 6 ]       |
| The Guardian         | [ 7 ]       |
| Consequence of Sound | B+          |
| Entertainment Weekly | B+          |
| Kerrang!             | [ 10 ]      |
| Mojo                 | [ 11 ]      |
| NME                  | [ 12 ]      |
| Pitchfork            | 6.2/10      |
| Rolling Stone        | [ 2 ]       |
| Spin                 | [ 14 ]      |

《Gigaton》은 2020년 3월 27일에 발매된 미국의 록 밴드 펄 잼의 열한 번째 스튜디오 음반이다. 싱글 〈Dance of the Clairvoyants〉, 〈Superblood Wolfmoon〉, 〈Quick Escape〉에 이어 두 번째로 발매되었다. 이 음반은 6년 반 만에 발매된 이 밴드의 첫 번째 스튜디오 음반이다. 커버 아트는 사진작가 폴 니클렌에 의해 제작되었다. 발매는 북미 투어와 동시에 진행될 예정이었다. 하지만, 북미 투어는 코로나-19 범유행으로 인해 연기되었고 결국 2022년으로 일정이 변경되었다.

## 배경 및 녹음
프로듀서 조시 에번스는 《버라이어티》의 조나단 코언에게 〈Seven O'Clock〉은 녹음 세션 초반 잼의 다른 부분에서 조각이 되었고, 그 후 새로운 요소들로 층이 되었다고 말했다. 솔로 어쿠스틱 〈Comes Then Goes〉에서 에디 베더의 보컬은 첫 번째 테이크에서 포착되었고, 〈River Cross〉의 2015년 데모에서 베더가 연주했던 1850년대 펌프 오르간은 스튜디오 버전으로 유지되었다.

## 평가
리뷰 애그리게이터 메타크리틱에 따르면, 《Gigaton》은 26개의 비평가 점수로부터 100점 만점에 80점이라는 가중 평균 점수에 기초하여 "대체로 호의적인 평가"를 받았다. 올뮤직의 비평가 스티븐 토마스 얼와인은 이 음반의 세 가지 하이라이트가 〈Who Ever Said〉, 〈Dance of the Clairvoyants〉, 그리고 〈Never Destination〉이라고 언급하며 별 5개 중 4개라고 평가했다. 《롤링 스톤》의 작가인 코리 그로우 또한 이 음반에 긍정적인 평가를 내렸으며, 또한 5개 중 4개로 평가했다. 그로우는 《Gigaton》이 "존경할 만하고 영감을 주는 어른들의 그런지의 예"라고 썼다. 《스핀》 작가 존 폴 블록 또한 이 음반에 대해 긍정적으로 평가하며, "《Gigaton》은 모든 사람들을 위한 작은 것을 가지고 있다. 그것은 진지한 감정과 미묘한 유머로 가득 찬 복잡하고 역동적인 음반이다"라고 썼다. 《모조》는 또 다른 긍정적인 평가에서 "강력하고 느슨하며, 정치적이고 개인적인, 펄 잼은 균형을 완전히 잡는다"라고 썼다.

## 상업적 성과
《Gigaton》은 미국 빌보드 200에서 6만 3천 장의 음반을 발매하며 5위로 데뷔했으며, 이는 이 밴드의 12번째 톱 10 음반이다. 이 중 1만 4천 장의 바이닐을 판매했으며, 이는 2020년 발매 기준 주간 바이닐 판매량 중 두 번째로 많은 수치이다.

## 곡 목록
모든 곡들은 특별한 언급이 없는 한 에디 베더에 의해 작사하였다.
| #   | 제목                          | 작사   | 작곡                                                       | 재생 시간 |
| --- | ----------------------------- | ------ | ---------------------------------------------------------- | --------- |
| 1.  | 〈Who Ever Said〉             |        | 베더                                                       | 5:11      |
| 2.  | 〈Superblood Wolfmoon〉       |        | 베더                                                       | 3:49      |
| 3.  | 〈Dance of the Clairvoyants〉 |        | 제프 아멘트, 맷 캐머런, 스톤 고사드, 마이크 매크리디, 베더 | 4:26      |
| 4.  | 〈Quick Escape〉              |        | 아멘트                                                     | 4:47      |
| 5.  | 〈Alright〉                   | 아멘트 | 아멘트                                                     | 3:44      |
| 6.  | 〈Seven O'Clock〉             |        | 아멘트, 고사드, 매크리디, 베더                             | 6:14      |
| 7.  | 〈Never Destination〉         |        | 베더                                                       | 4:17      |
| 8.  | 〈Take the Long Way〉         | 캐머런 | 캐머런                                                     | 3:42      |
| 9.  | 〈Buckle Up〉                 | 고사드 | 고사드                                                     | 3:37      |
| 10. | 〈Comes Then Goes〉           |        | 베더                                                       | 6:02      |
| 11. | 〈Retrograde〉                |        | 매카르디                                                   | 5:22      |
| 12. | 〈River Cross〉               |        | 베더                                                       | 5:53      |